# Dale Raoul
Dale Raoul, nacida como Karen Dale Raoul, es una actriz estadounidense de cine y televisión conocida por su papel como Maxine Fortenberry, madre de Hoyt Fortenberry, en la serie de televisión de HBO True Blood.

## Carrera
Dale Raoul nació en Missoula, Montana el 16 de agosto de 1956. Empezó su carrera interpretativa en el Old Globe Theatre en San Diego (California), donde apareció en Hamlet y The Taming of the Shrew. Actuó en muchos teatros regionales antes de mudarse a Los Ángeles.
Raoul ganó su primera acreditación de escena por un episodio de Murder, She Wrote en 186. Desde entonces,  ha aparecido en casi cincuenta películas y producciones televisivas. Apareció en un arco de dos episodios como Ronnie, la secretaria sustituta de Pam en Dunder Mifflin, en la serie televisiva The Office. Apareció como invitada en el sitcom exitoso de televisión Friends como una inquilina en el edificio de Ross. Raoul también ha aparecido en The Middle, Six Feet Under, NYPD Blue, The Drew Carey Show, Designing Women, Nash Bridges, Party of Five, Sabrina the Teenage Withc y Knots Landing, entre muchos otros. 
De 2008-14, Raoul interpretó a Maxine Fortenberry en la serie de HBO True Blood. De 2013-14, tuvo un papel recurrente en la serie de la CBS Under The Dome, interpretando Andrea Grinnell. En 2015 apareció en The Bronze, la cual se estrenó en el Festival de Cine de Sundance. Ese mismo año,  protagonizó el cortometraje de comedia "Open 24 Hours", el cual se emitió en la competición del Festival Internacional de Cortometrajes de Palm Springs, el Festival de Cine de Raindance y el Festival Internacional de Cine de Rhode Island. 
Raoul también ha trabajado como actriz de voz.

## Vida personal
Raoul ha estado casada con Ray Thompson desde el 16 de junio de 1986. Thompson es ha ganado seis veces el premio Emmy como mejor diseñador de iluminación por su trabajo en The Young and the Restless.Son ávidos seguidores de la Ópera de Los Ángeles y de varios refugios de animales y caridades de adopción. Raoul y Thompson actualmente residen en Los Ángeles, California.

## Filmografía
- The Lawnmower Man (1992) como Dolly
- Buscando a Eva (1999) como Mamá
- The Mexican (2001) como Estelle
- Siete Almas (2008) como St. Matthews Voluntario
- The Pretty One (2013) como Sra. Shoemacher
- La Cúpula (serie de televisión) (2013-2014)
- The Bronze (2015) como Doris